# 三重交通南紀営業所
三重交通南紀営業所（みえこうつうなんきえいぎょうしょ）は、三重県熊野市にある三重交通の営業所。南紀観光営業所（なんきかんこうえいぎょうしょ）および熊野旅行センターを併設している。
三交伊勢志摩交通と共に、2000年（平成12年）7月3日に三交南紀交通として一時は子会社化されていたが、2014年（平成26年）2月1日に三重交通に吸収合併され、従来の営業所に戻っている。
かつては北牟婁郡紀北町の海山事業所（みやまじぎょうしょ）を管下に置いていたが、2016年（平成28年）頃に廃止された。

## 現行路線

### 高速路線

#### 東京高速バス（南紀線）
- 南紀営業所担当。

#### 名古屋南紀高速バス
特急

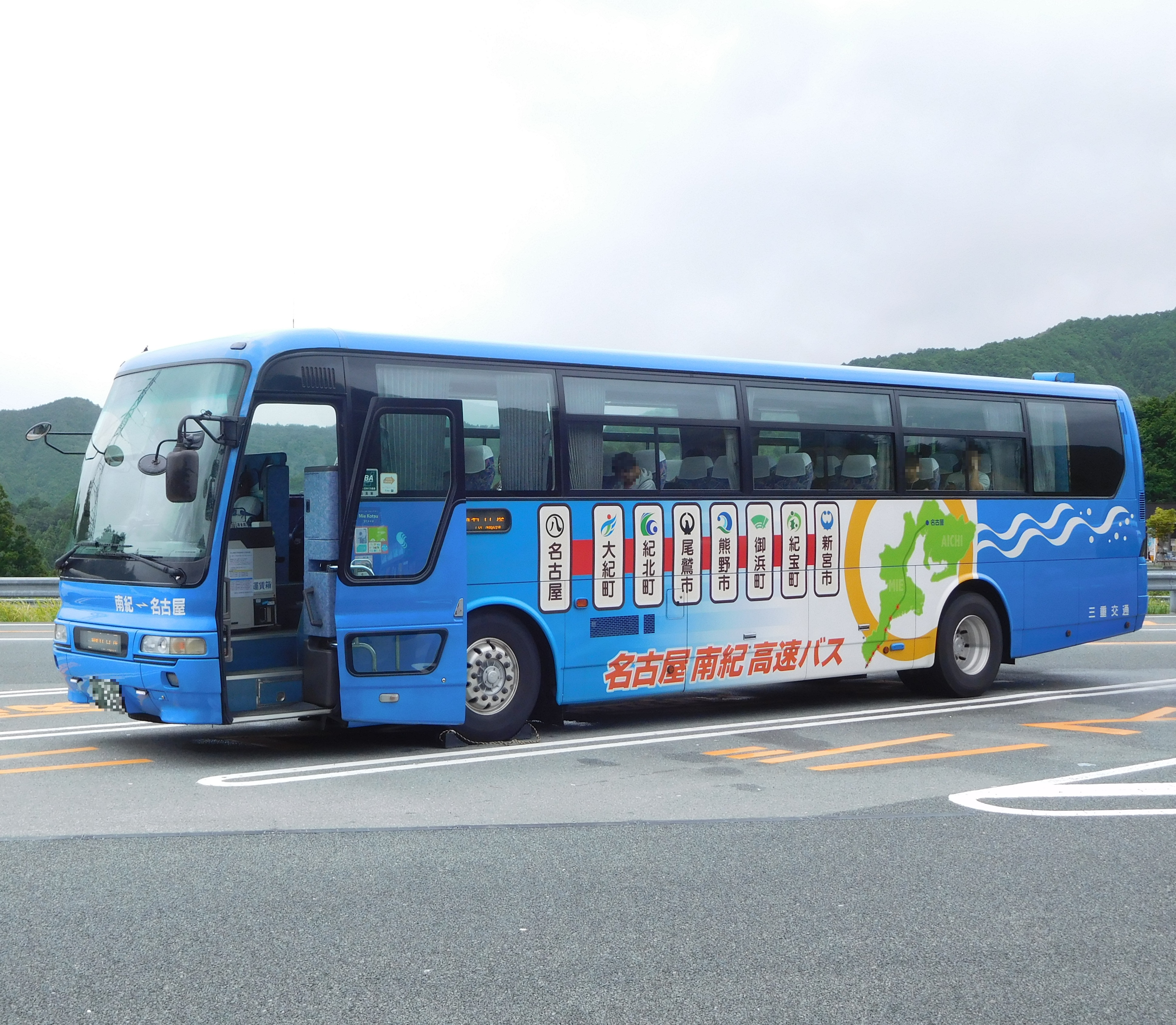
奥伊勢PAで休憩中の名古屋南紀高速バス

- 名古屋（名鉄バスセンター） ⇔ 尾鷲市病院前 - 熊野市駅前（市役所前） - 三交南紀（山崎車庫） - 阿田和駅前（国道42号） - 紀宝町（消防紀宝分署前） - 三交新宮駅前
  - 2023年現在運行されていない。尾鷲市病院前⇔三交新宮駅前間の相互利用はできなかった。

急行
- 名古屋（名鉄バスセンター） ⇔ VISON - 紀北町紀伊長島 （紀伊長島IC前）- 海山バスセンター - 鷲毛(馬越峠道登り口最寄) - 尾鷲市病院前 - 鬼ヶ城東口(松本峠道登り口最寄) - 熊野市駅前（市役所前）- 花の窟(花の窟神社最寄) - 三交南紀（山崎車庫） - 阿田和駅前（国道42号沿） - 紀宝町（消防紀宝分署前） - 三交新宮駅前
  - 1日1往復の運行[2]。紀北町紀伊長島⇔三交新宮駅前間の相互利用はできない。

普通
- 停車停留所
名古屋（名鉄バスセンター） ⇔ VISON - 滝原宮前 - 紀勢大内山インター前 -  紀北町紀伊長島（紀伊長島IC前）- 海山バスセンター - 鷲毛(馬越峠道登り口最寄) - 尾鷲市病院前 - 鬼ヶ城東口(松本峠道登り口最寄) - 熊野市駅前（市役所前）- 花の窟(花の窟神社最寄) - 三交南紀（山崎車庫） - 阿田和駅前（国道42号沿） - 紀宝町（消防紀宝分署前） - 三交新宮駅前
  - 1日4往復の運行。滝原宮前⇔三交新宮駅前間の相互利用はできない。

備考
- 白川IC－大宮大台IC間は名古屋高速道路 - 東名阪自動車道 - 伊勢自動車道 - 紀勢自動車道を経由する。
- 奥伊勢PAにて小休憩をとる。また、海山バスセンターで小休憩を取る場合がある。
- 尾鷲市病院前 - 鬼ヶ城東口(松本峠道登り口最寄)間は熊野尾鷲道路を経由する。
- 予約は不要であるが、予約なしの場合満席の場合は利用できない。
- かつて往復乗車券には割引運賃が設定されており（滝原宮前・柏崎・大内山・梅ヶ谷発着の往復券は無し）、利用の場合事前購入が必要で有効期間は10日間。[3]
- 南紀側はかつて勝浦温泉まで乗り入れる設定のバスが存在したが、2014年4月25日のダイヤ改正で廃止された。
- 2022年現在、南紀側始発第一便は三交南紀（山崎車庫）発となっている。
- 2021年7月1日、VISON(ヴィソン)の開業に伴い、施設内バスターミナルを経由するルートに変更された。

### 一般路線
熊野新宮線・島勝線は、地域間幹線系統として国・三重県・自治体の補助を受けて運行する。
熊野新宮線
- 13系統： 大又大久保 - 紀伊佐田 - 鬼ヶ城 - 新町 - 熊野市駅前 - 有馬 - 神志山 - 阿田和駅前 - 鵜殿駅前 - 熊野大橋 - 新宮駅前
  - 元・国鉄バス紀南線を引き継いだ路線である。新町－新宮駅前間の区間便も運行されている。また大又大久保では尾鷲熊野線（後述）と接続していた時期があった。
  - 以前は熊野交通も鬼ヶ城－新宮駅前のルートで3往復乗り入れていた（現在廃止）。
  - 国道42号を経由し、沿線人口が多いため概ね1時間に1本運行されており、並行する紀勢本線の普通列車より本数が多い。途中停留所が多いため所要時間はJRよりかなり長い。

河合線
- 41系統： 長島駅前 - 田山口 - 志子 - 赤羽支所前 - 十須 - 河合

尾鷲長島線
- 51系統： 長島駅前 - 紀北町役場前 - 上里 - 相賀新町 - 総合病院前 - 尾鷲駅口 - 瀬木山

島勝線
- 54系統： 瀬木山 - 尾鷲駅口 - 総合病院前 - 相賀新町 - 白浦 - 島勝（⇔須賀利）
  - ほぼ全便が島勝でふれあいバス須賀利線（島勝⇔須賀利、全便日曜日運休）に接続する。

### コミュニティバス
三重交通一般路線ではemicaおよび全国相互利用可能ICカードが利用できるが、コミュニティバス路線では利用できない。

#### 紀北町いこかバス
- 海野線（月曜・木曜運行）[5]
海野鏡神社 - 紀伊長島駅 - オークワ紀伊長島店・主婦の店紀伊長島店・紀北町役場
- 便ノ山線（火曜・金曜運行）[6]
（木津 - ）小山浦 - 国道相賀（海山バスセンター） - 主婦の店 - 海山総合支所
木津 - 小山浦間は要予約

## 廃止・撤退路線

### 南紀特急バス
- 津 - 熊野系統は南紀営業所担当。
- 松阪 - 尾鷲系統は海山事業所、2往復を三重急行が担当。
- 2018年9月30日をもって廃止、翌10月1日から一般路線の松阪熊野線となった。

### 快速バス
瀬木山 - 大又大久保 - 鬼ヶ城東口 - 熊野市駅前 - 三交南紀
- 2015年11月2日のダイヤ改正で廃止された南紀特急バスの瀬木山－三交南紀間が快速として運行されるようになった。1日2往復の運行。
- 南紀特急バスの松阪－尾鷲ルートを運行する便の一部がそのまま三交南紀へ足を延ばしている。このため、車両も南紀特急バスの車両が快速バスとして使用され、運賃も通算される。
- 南紀特急バスと同様に2018年9月30日をもって廃止され、翌10月1日から一般路線の松阪熊野線となっている。

### 一般路線バス
紀伊長島管内
- 41系統：海野河合線（長島駅前 - 長島橋 - 海野）
- 41系統：海野河合線（長島駅前 - 戸ノ須 - 片上）
- 43系統：錦長島線（長島駅前 - 紀伊長島 - 鮒附 - 錦福羅公園）
  - 大紀町が無償バスを運行。

尾鷲管内
- 31系統：輪内線（三木浦 - 三木里駅前 - 古江学校前 - 賀田駅前 - 梶賀）
  - 尾鷲市コミュニティバスの「ふれあいバスハラソ線」が代替。
- 32系統：九鬼線（九鬼町 - 九鬼駅前 - 早田・はいだ）
  - 尾鷲市コミュニティバスの「ふれあいバス八鬼山線」が代替。
- 53系統：松本線（ジャスコ前 - 尾鷲駅口 - 瀬木山 - 紀伊松本）
  - 尾鷲市コミュニティバスの「ふれあいバス」が代替。
- 番号無：尾鷲熊野線（海山バスセンター - 尾鷲市病院前 - 大又大久保）
  - 1日2往復の運行。大又大久保で熊野新宮線と接続していたが、松阪熊野線の運行開始に伴って同路線に吸収された。

熊野管内
- 21系統：五郷線（熊野市駅前 - 紀伊佐田 - 桃崎・湯の谷）
  - 最末期は三交南紀交通（当時）に移管。2007年9月末に廃止、熊野市自主運行バスの「飛鳥・五郷線」が代替。
- 41系統：磯崎金山線（磯崎港 - 大泊 - 新町 - 熊野市駅前 - 山崎 - 金山）
- 43系統：遊木線（新鹿駅前 - 遊木）
  - 熊野市自主運行バスの「潮風かほる熊野古道線」が代替。
- 51系統：神木線（新町 - 熊野市駅前 - 花の窟 - 神志山 - 神木）
- 56系統：松阪熊野線 (松阪中央病院 - ) 松阪駅前 - 射和 - (相可高校南) - 多気町（役場前） - 栃原 - 大台町 - 滝原宮前 - 大紀町役場前 - 柏崎 - 大内山 - 梅ヶ谷 - 紀北町役場前 - 相賀新町 - 海山バスセンター - 尾鷲市役所前 - 尾鷲駅口 - 瀬木山 - （熊野古道センター） - 大又大久保 - 新町 - 熊野市駅前 - 三交南紀
  - 南紀特急バス・快速バス・尾鷲熊野線を統合のうえ一般路線バスに運行形態を改め、2018年10月1日から運行を開始した。1日4往復運行[7]。
  - 運行距離は片道134.8㎞で日本国内5位の長大路線となるため、松阪行は海山バスセンターと大台町、三交南紀行は滝原宮前と海山バスセンターの2ヶ所で[8]各15分休憩する。
  - 熊野古道センターは1日2往復のみ経由。また松阪中央病院へは2往復が乗り入れる。
  - 専用の大型バス（後述）3台で運行される。
  - 2019年10月1日より射和小学校経由から射和経由に変更され、全便が道の駅奥伊勢おおだいに乗入れるようになる。また相可高校南経由で運行される便が設定される。また三交南紀行きの休憩箇所も道の駅奥伊勢おおだいと海山バスセンターとなった。
  - 2024年10月1日のダイヤ改正で平日1往復のみの運転に変更され、2025年3月31日に廃止された。
- 61系統：上市木線（新町 - 熊野市駅前 - 花の窟 - 神志山 - 市木 - 新田）
- 71系統：瀞七色峡線（熊野市駅前 - 新町 - 紀伊佐田 - 五郷学校前 - 桃崎大橋 - 神上 - 七色 - 尾川 - 板屋）
- 71系統：熊野尾川線（新町 - 熊野市駅前 - 瀬戸 - 尾川）
  - 熊野市自主運行バスの「清流・那智黒石の里線」が代替。
- 72系統：磯崎瀬戸線（磯崎港 - 大泊 - 新町 - 熊野市駅前 - 大馬谷 - 瀬戸）

新宮管内
- 74系統：新宮尾川線（新宮駅前 - 阿田和 - 尾呂志 - 紀和町役場前 - 尾川）
- 72・74・75・76系統：瀞七色峡線（新宮駅前 - 阿田和 - 尾呂志 - 小栗須 - 板屋 - （小川口） - 小栗須 - 尾川 - 北山診療所前 - 下尾井）
- 81系統：相野谷線（新宮駅前 - 高岡 - 大里 - 平尾井 - 上桐原）
  - 紀宝町町民バスの「相野谷線」が代替。

## 車両
- 高速車は三菱が多く、一部いすゞを使用している。
- 一般路線車は、中型車はいすゞエルガミオが中心の配置で、小型車は日野・三菱が在籍する。
- 松阪熊野線の運行開始に当たっては、専用車両としてハイバックシートを装備したいすゞエルガハイブリッドが導入された。[7]